# Valle de Riosol
El valle de Riosol es un paraje natural en la montaña oriental leonesa, perteneciente al municipio de Maraña, en el límite con Asturias (España), en la vertiente sur del puerto de Tarna.

## Geografía

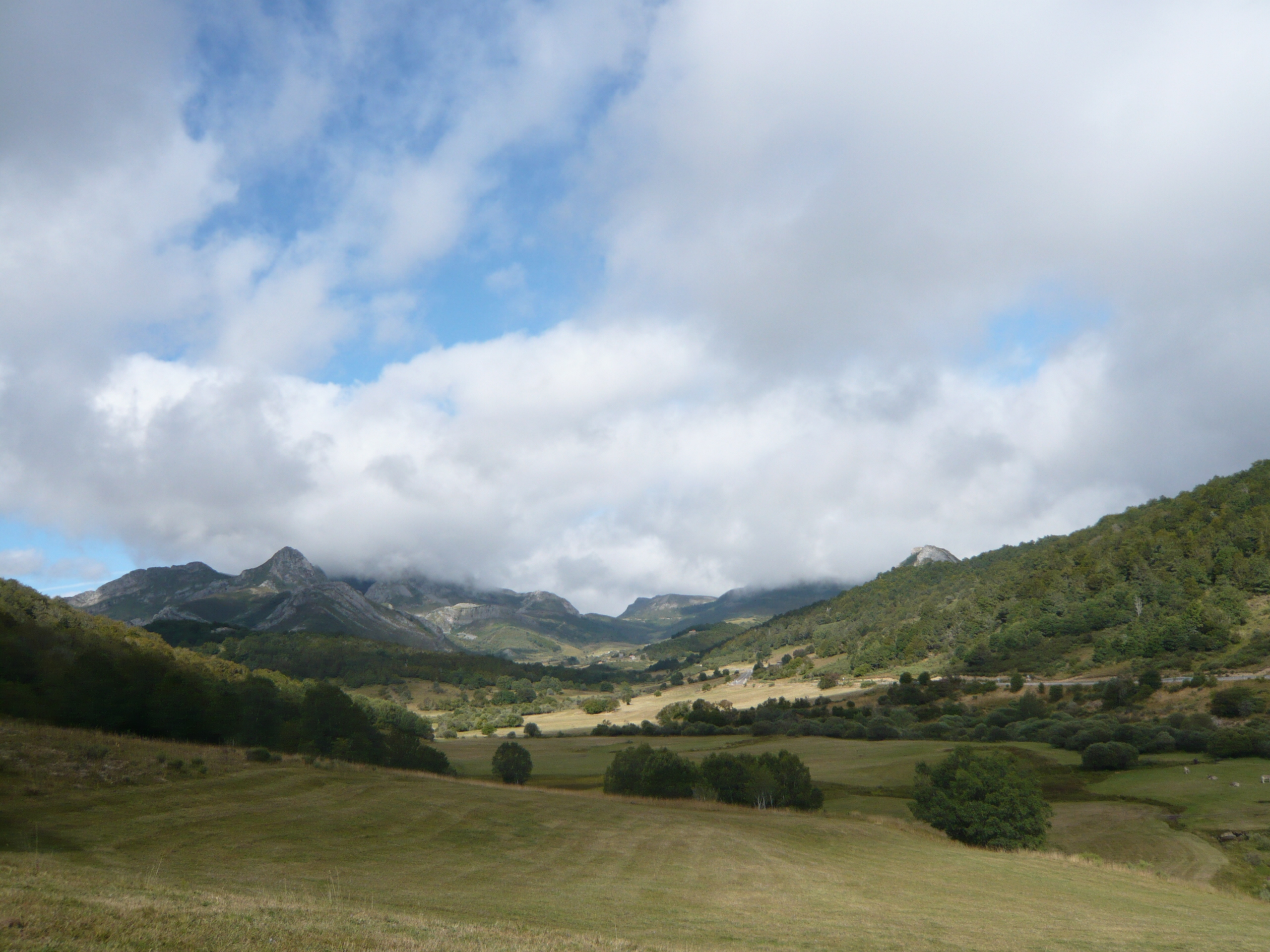
Valle de Riosol desde la Vega Peruján

Enclavado en la cordillera Cantábrica, dentro del Parque Regional Montaña de Riaño y Mampodre, el valle de Riosol se cierra al norte en los puertos de Tarna (1490 m) y las Señales (1627 m) y finaliza al sur unos kilómetros por encima del pueblo de La Uña. La cumbre más elevada que cierra el valle al oeste, en la zona del puerto de las Señales, es el pico Lago o pico del Pinar (2009 m), estando cerrado al norte por el pico Remelende (1888 m) y al noreste por el pico Abedular (1816 m) y pico Cotalbo (1767 m). Algo más lejanos se encuentran los picos del macizo del Mampodre (2196 m) al oeste y la peña Ten (2145 m) al este.
El valle está surcado de norte a sur por el río de Riosol, que se une poco antes de La Uña con el río Esla, procedente del valle de Valdosín, aunque para algunos autores el río de Riosol sería el verdadero origen del Esla. Igualmente, el valle es recorrido de norte a sur, en su ladera oriental, por la carretera  CL-635 .
No existen pueblos en el valle, aunque es habitual encontrar los tradicionales y aislados invernales -cuadras con tenada y pequeño habitáculo- donde se podían mantener algunos animales durante cierto tiempo en el largo invierno. Existen algunas casas/chalet realizadas en el último medio siglo, en la proximidad de la carretera del puerto de Tarna, y una urbanización -urbanización de Riosol o de Montes Lluengos- perteneciente a Maraña, así como otras casas más abajo en la zona de la Vega del Pino.

## Historia

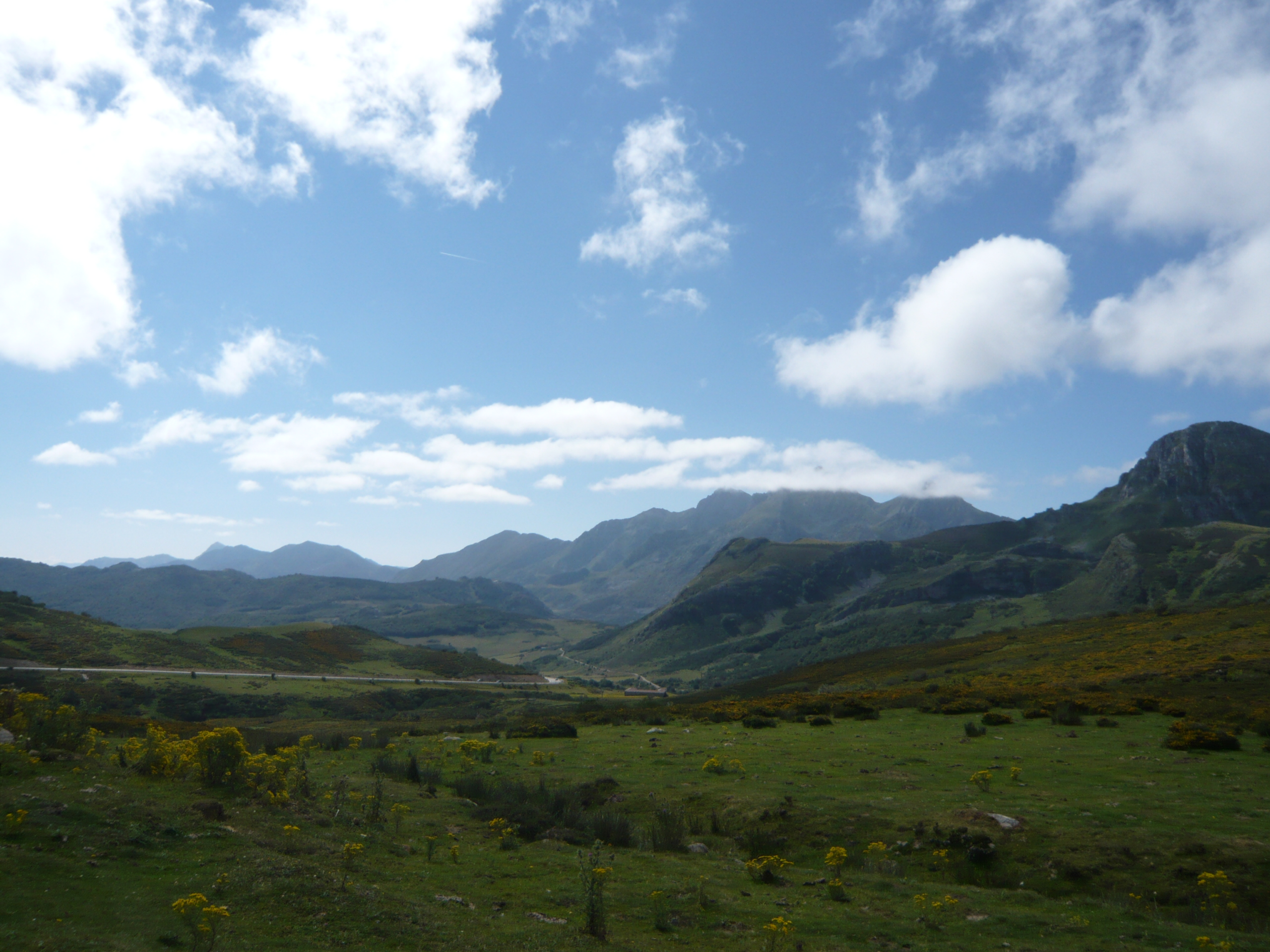
Riosol desde puerto de Tarna

La existencia de un albergue de caminantes en la zona del puerto de Tarna está documentada desde la antigüedad. En 1142 Alfonso VII dona a su Mayordomo Martín Díaz la villa de Tarna para que levantara una alberguería de caminantes. Algo más de un siglo después, en el año 1274, Alfonso X el Sabio confirma al monasterio de Eslonza el lugar de Tarna con su alberguería.
Ya en las primeras décadas del siglo XIV también existía un santuario en Riosol que gozaba de renombre, como se recoge en antiguas escrituras que hablan de la notable importancia que tenía esta ermita entre los devotos de los poblados de una extensa zona de la montaña leonesa. La ermita fue destruida parcialmente en la guerra civil, reparándose en los años cuarenta del siglo pasado. La imagen de la Virgen fue salvada del espolio y la destrucción por el casero, que la ocultó en el pueblo de Maraña.
En la primera mitad del siglo XIV se escribió el libro de la Montería de Alfonso XI, donde aparece mencionado Riosol: “Estos son los montes de Azebedo. Río de Sel –Riosol– es muy buen monte de oso en verano. Et son las vocerías, la una desde el puerto de Pan de Lanza fasta la collada de la Uña, que non pase por Verrande; et la otra es desde Pan de Lanza fasta collada Fermosa. Et son las armadas, la una en collada Herendia, et la otra en la collada de Zerales”.
Por diversos motivos, incluyendo el aumento demográfico en la zona durante la época medieval, la necesidad de más pastos, sobre todo para las ovejas finas trashumantes, así como los negocios de venta de madera y la construcción, durante siglos se realizó una tala forestal excesiva en la montaña oriental leonesa, que llegó a poner en peligro su riqueza forestal. La situación se hizo tan grave que en 1552 el propio emperador Carlos V dictó una provisión que obligaba a todos los vecinos de Valdeburón, entre los que se encontraban los de La Uña y Maraña, a plantar cada uno doce árboles al año, lo que probablemente ha contribuido a que se mantengan los bosques hasta la actualidad.
Otro aspecto interesante en el valle ha sido el trabajo comunitario de la siega de la hierba en las praderas concejiles de Riosol, que se hacía entre los pueblos de Maraña y de La Uña, así como la siega del prado del toro.

## Flora y fauna
La vegetación es de tipo atlántico, en la zona de transición entre las regiones biogeográficas eurosiberinana y mediterránea. Los bosque de hayas y robles albares son los predominantes, dando paso a rebollares en el sector meridional del valle, encontrándose también tejos y acebos en la zona baja del valle. Los matorrales predominantes son brezales, piornales, y escobales en las zonas silíceas, mientras que las laderas calcáreas se cubren de aulagares. Los pastizales de diente se distribuyen por laderas y puertos de montaña, mientras que los fondos del valle están ocupados por prados de siega.
En cuanto a la fauna, en el valle está presente una excepcional comunidad de especies propias del ámbito atlántico y de la alta montaña cantábrica. Las especies emblemáticas del valle, así como de todo el Parque Regional de los Picos de Europa son el oso pardo y el urogallo. Otras especies significativas son el rebeco, el corzo y el venado, el lobo, la marta, la liebre del piornal, la nutria y el desmán ibérico. Entre las aves nos encontramos a la perdiz pardilla, al pico mediano, el picamaderos negro, el treparriscos, el roquero rojo, el gorrión alpino y las chovas piquirroja y piquigualda. Junto a ellos está presente una rica comunidad de rapaces como el águila real, águila culebrera, abejero europeo, alimoche y buitre leonado. Entre los invertebrados podemos encontrar la mariposa apolo, la hormiguera oscura, la Rosalia alpina –un tipo de escarabajo-  o el ciervo volante.

## Caserío y ermita de Riosol

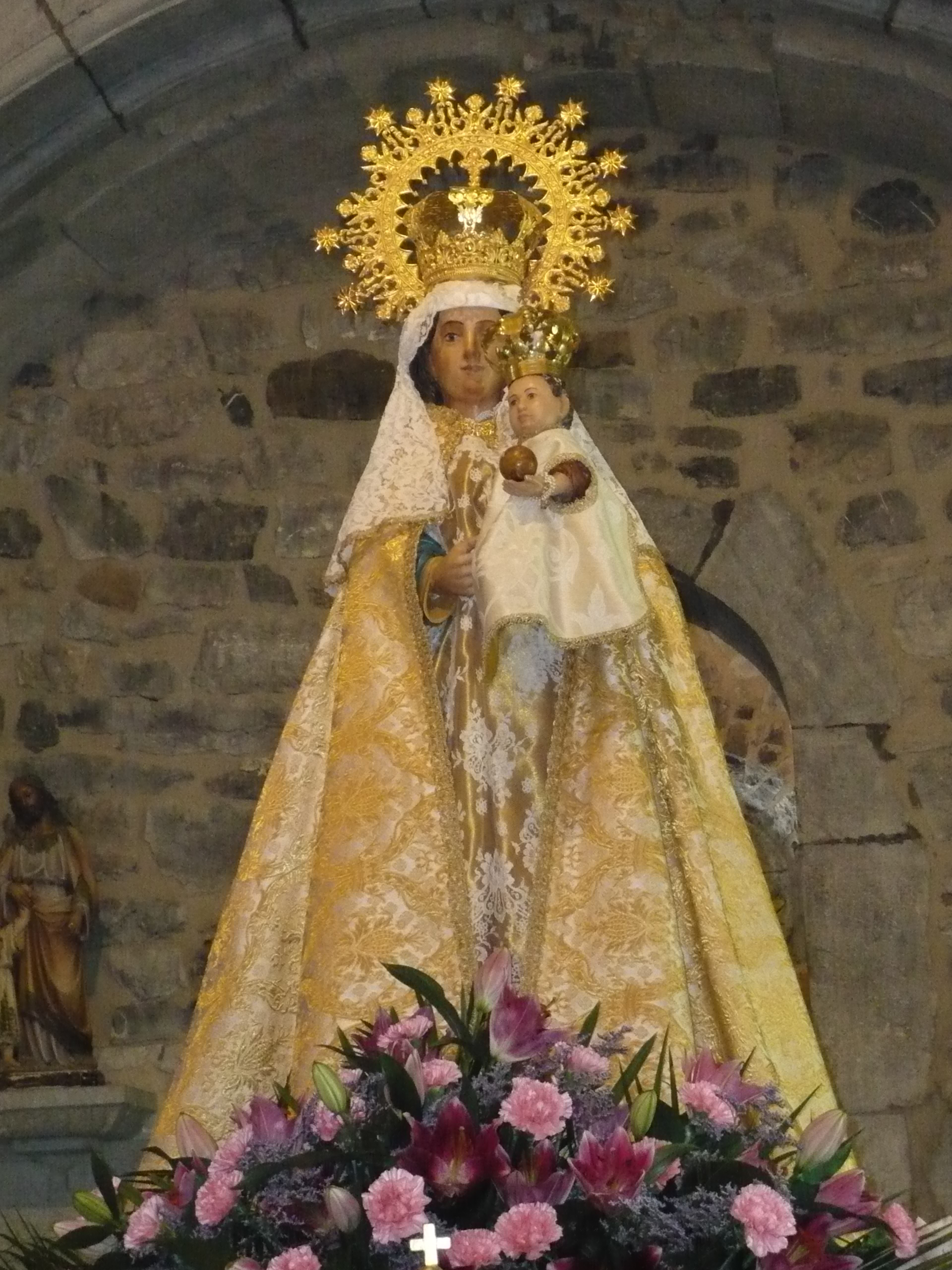
Virgen de Riosol

En la zona alta del valle de Riosol, algo por debajo del puerto de Tarna -1,1 km de distancia-, se encuentran el caserío y la ermita de la Virgen de Riosol. Cuenta la leyenda que la Virgen de Riosol se apareció a dos pastores de vacas en la zona de la Serriella -unos dos o tres kilómetros más abajo del emplazamiento actual de la ermita-. Para conmemorar y perpetuar el singular milagro se acordó hacer una ermita en el lugar. Por tres veces se intentó iniciar las obras y por tres veces los materiales aparecieron tras la noche en el emplazamiento actual, lo que llevó a considerar que ese era el lugar preferido por la Virgen. La primitiva ermita fue sufriendo diversos cambios y restauraciones a lo largo del tiempo, siendo la edificación actual de finales del siglo XVIII y realizándose una ampliación en el primer tercio del siglo XIX. La ermita fue destruida en la guerra civil, y reconstruida en la década de los 40. En su interior destaca la imagen de la Virgen del siglo XVIII. La Virgen de Riosol, que goza de gran devoción en Valdeburón, en la cabecera del Porma y en la cuenca del Nalón en Asturias, es venerada cada 15 de agosto, con misa en la campera, procesión y romería popular. Ese día la Virgen es llevada en procesión, acompañada por los pendones de los pueblos de la zona, hasta un pequeño altar y cruz de piedra, situados en lo más alto del “Prao del Molino”, donde se oficia una misa, encargándose del sermón un predicador de renombre. Al mediodía hay carrera tradicional de caballos, que rememora la selección de animales que por estas fechas solía hacerse para las caballerizas reales.

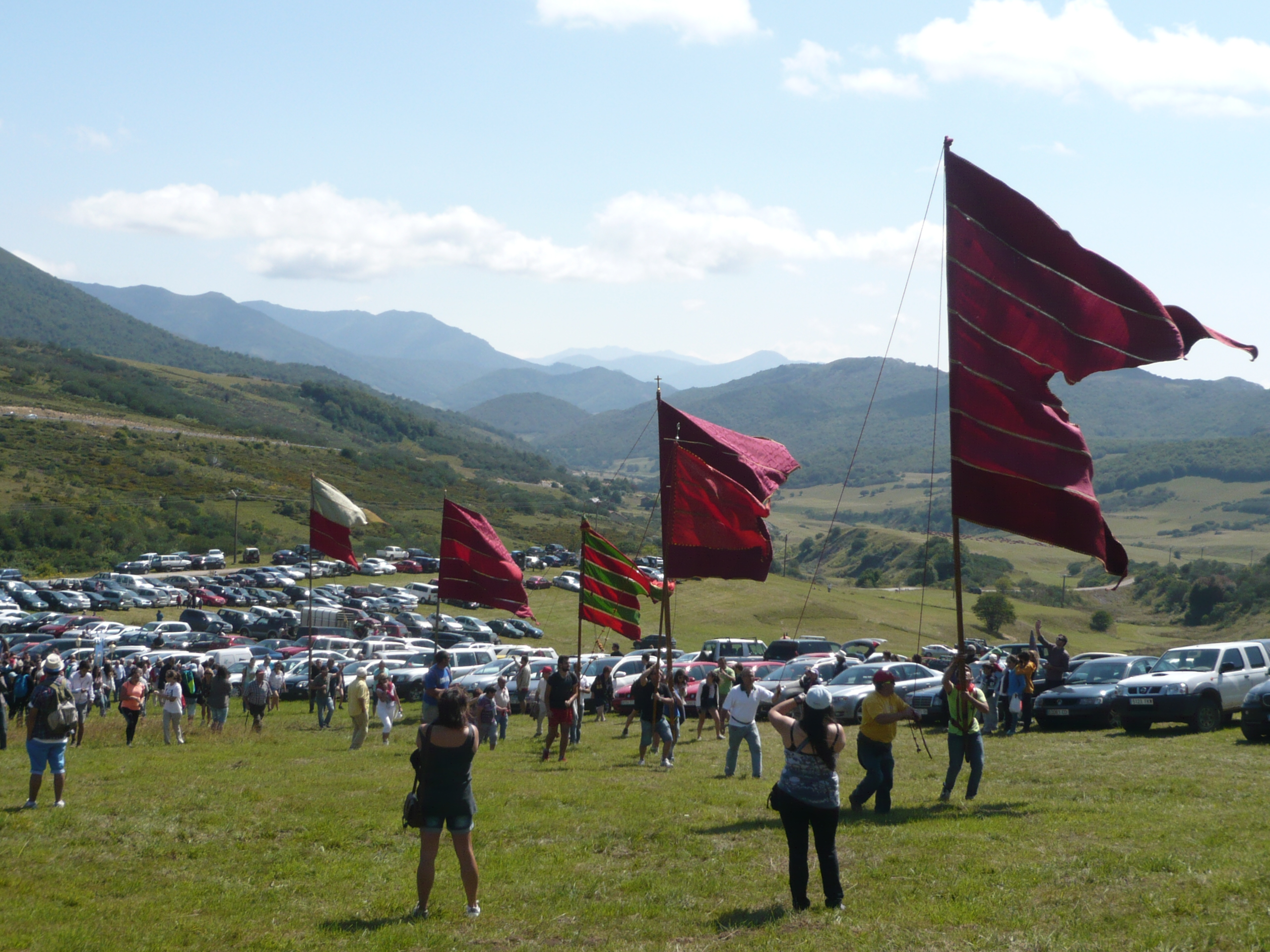
Romería de Riosol. Pendones

El caserío de Riosol es una posesión del pueblo de Maraña que se arrienda periódicamente entre sus vecinos para el aprovechamiento ganadero de los pastos de altura de su entorno. Está compuesto por una vivienda adosada a unas cuadras espaciosas. El caserío, en otros tiempos también mesón, hospedería y albergue de caminantes, era regentado por períodos de cinco años, alternando los hijosdalgo y los de la clase humilde del pueblo de Maraña. El nombramiento de casero se hacía a propuesta del Concejo y de representantes de la Cofradía de la Virgen y debía ser ratificado por el cura párroco. El casero, además de atender la hospedería, disfrutaba de las extensas praderas para sus vacadas y de las tierras de labrantío. Por el arrendamiento debía realizar ciertos pagos al pueblo de Maraña, al cura y a la Cofradía de la Virgen. El casero debía además atender la ermita, en concreto tenerla limpia y cuidada, así como mantener encendida permanentemente la lámpara de la Virgen. Otra obligación del casero era tocar, cada dos horas, la campana de la ermita las noches de tormenta, aguaceros, cellisca o niebla densa, como punto de referencia y auxilio para los posibles caminantes perdidos o desorientados.
En la actualidad, junto a la ermita hay un área recreativa con fuente, mesas de piedra y parrillas.

## Otros puntos de interés en el valle

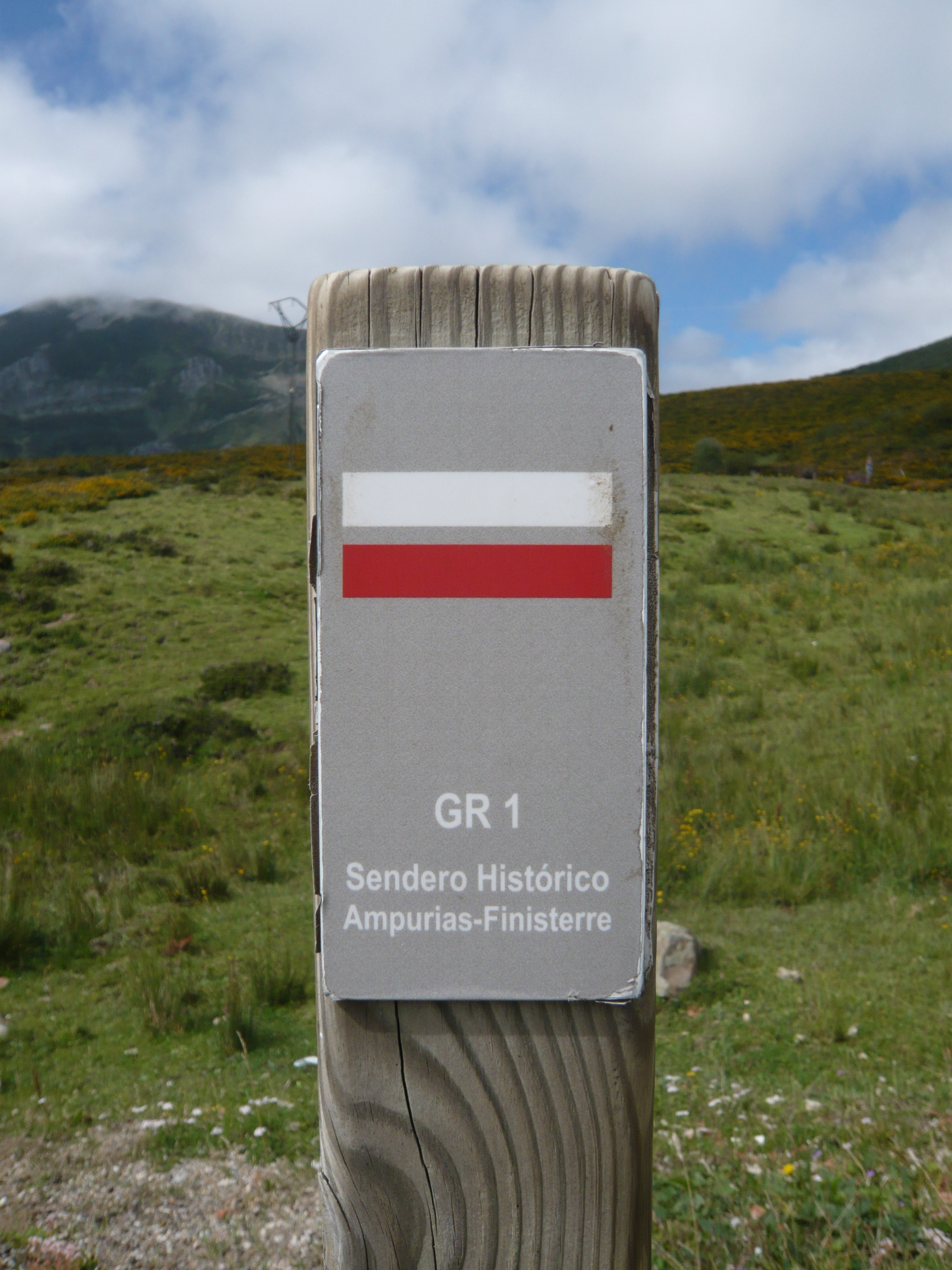
Señal GR-1 en Riosol

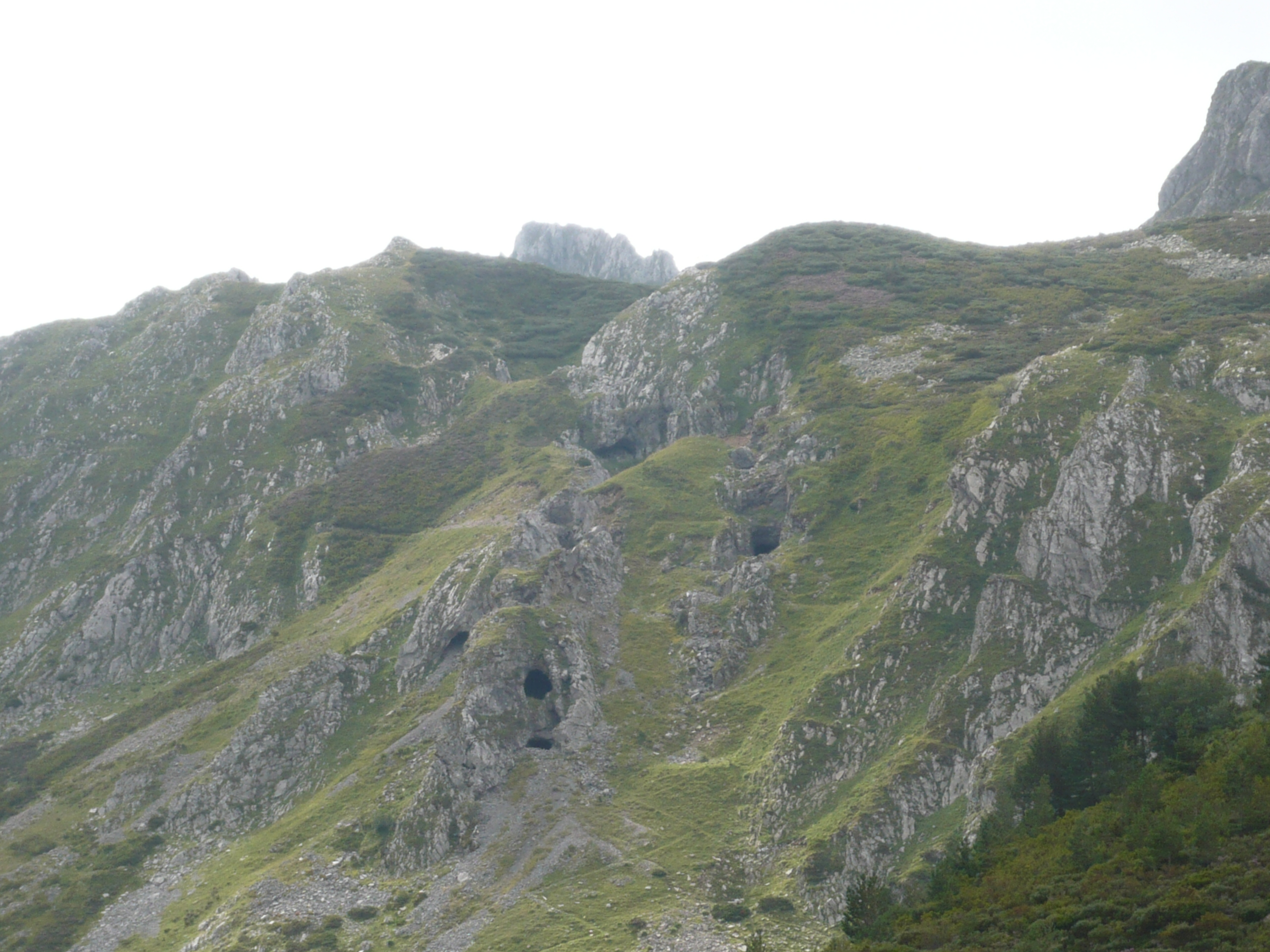
Puerto de Las Señales. Restos de la mina Escarlati

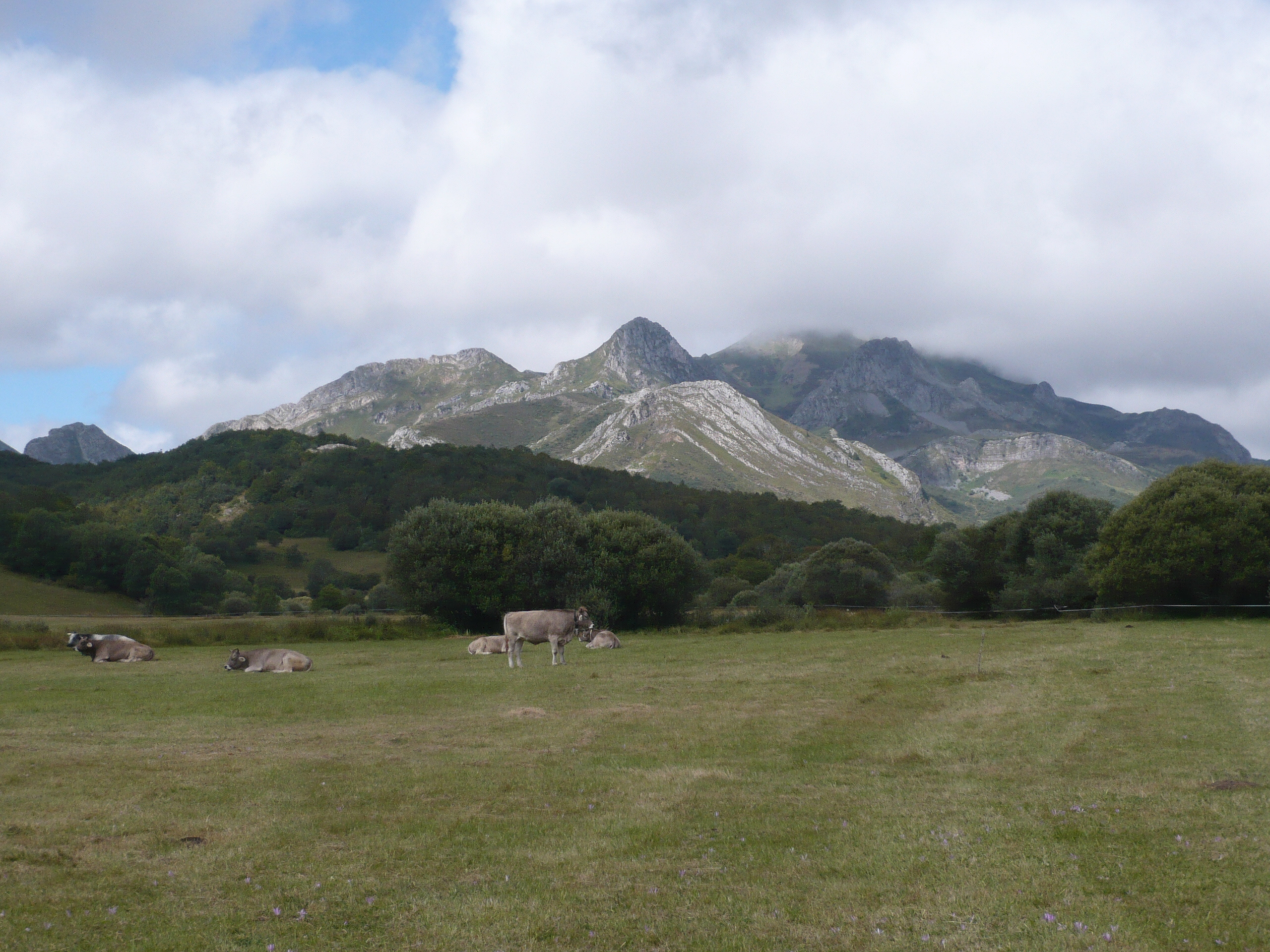
Valle de Riosol

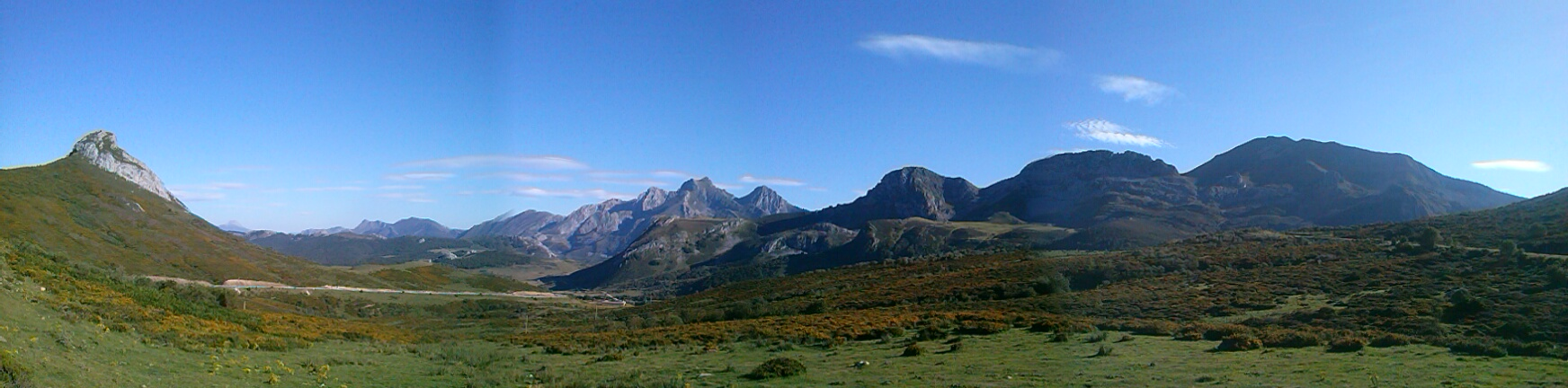
Panorámica de Riosol desde el puerto de Tarna

GR-1El   GR-1  es un sendero de Gran Recorrido que recorre todo el norte de España, desde Ampurias en Gerona hasta Finisterre en La Coruña, discurre en sus últimos kilómetros en la provincia de León por el valle de Riosol. Procedente de Acebedo y Maraña, el GR-1 entra en el valle por el collado Cagüezo (1379 m), pasa por la Cruz del Humilladero, para llegar a la ermita de Riosol, desde donde sube directamente al puerto de Tarna y pasa a la comunidad de Asturias.
PR-LE 19Sendero de pequeño recorrido entre el pueblo de Maraña y el puerto de Las Señales. Va por el mismo camino que el GR-1 hasta el caserío de Riosol, individualizándose desde allí hasta el puerto de Las Señales.
La Cañada Real Leonesa OrientalVía pecuaria que comienza en las montañas de Riaño y acaba en Badajoz, ya casi en el límite con Huelva, después de 750 km, que recorrían dos veces al año los pastores trashumantes con los rebaños. Tradicionalmente se considera a los valles de Valdosín y Riosol como los inicios de la Cañada Real Leonesa Oriental, iniciándose el ramal principal de la Cañada en los puertos de Tarna y Ventaniella, al norte de los pueblos de Maraña y La Uña, en el límite con Asturias. Por el valle de Riosol los rebaños se dirigirían a La Uña o Maraña, según el puerto de montaña de procedencia, para unirse en Lario con el otro ramal procedente de Valdosín y que pasaría por Polvoredo.
Los meandros del río RiosolLos meandros anastomosados del valle de Riosol son considerados como un monumento natural. Son meandros en el arroyo de Riosol, en la parte baja del valle, a la altura de la Vega del Pino. Adquieren su máxima expresión, con la presencia de las anastomosis –varios cauces enlazados, dejando isletas entre ellos– en la primavera.
Las minas de mercurioEn la zona alta del valle de Riosol hubo minas de cinabrio y antimonio, hoy abandonadas. Las minas que explotaban los yacimientos de cinabrio en el valle de Riosol fueron, la mina de Riosol, también conocida como mina Carmina –entre la ermita de Riosol y el pico Lago–, y la mina Escarlati –próxima al puerto de Las Señales–. La mina de Riosol o Carmina fue explotada entre 1961 y 1969 y la mina Escarlati entre 1969 y 1972. Esta última estuvo en explotación hasta que el precio del mercurio cayó a menos de la tercera parte en pocos años, lo que hizo inviable económicamente su continuidad. El lavado del mineral se hacía en el caserío de Riosol.
Existe también una pequeña mina de antimonio, la mina Media Luna, explotada a comienzos del siglo XX mediante una corta galería de 100 metros y algunas labores transversales. Se puede acceder a la mina, cuyo estado de conservación es muy bueno, por un camino que parte del caserío de Riosol en dirección a los puertos, para abandonar poco después esta pista teniendo que seguir campo a través, en dirección oeste. La distancia desde el caserío hasta las labores y escombreras es de 2,5 kilómetros.
El mayor interés mineralógico de estos yacimientos se centra en el cinabrio y las antimonitas. Hay indicios de que estas minas fueron explotadas también en épocas prerromanas y romanas, como el hallazgo de martillos de cuarcita con engaste y algunas pequeñas galerías de los niveles superiores, que recuerdan a las galerías romanas de otras explotaciones. El cinabrio era utilizado por los romanos como colorante. Tanto las minas como su entorno merecen una visita, teniendo precaución de no entrar en las galerías ya que son bastante peligrosas por los numerosos pozos verticales y el peligro de desprendimientos.
Ascensiones a Pico Lago y RemelendeLa cumbre del Pico Lago o del Pinar (2009 m) se puede alcanzar fácilmente y en poco tiempo desde l puerto de las Señales (1627 m) separado de la cima por algo más de kilómetro y medio, y apenas cuatrocientos metros de desnivel. Otra excursión recomendable es la ascensión al Pico Remelende (1888 m). Un itinerario fácil y muy corto si se comienza a caminar en el puerto de las Señales (1627 m), separado de la cumbre por menos de dos kilómetros y un desnivel de solo 260 metros.
En las cercanías del puerto de las Señales es posible visitar también las lagunas de Valdecarrín y el Pinar de Lillo, aunque ya fuera del valle de Riosol.